# NGC 4235
NGC 4235 (również IC 3098, PGC 39389 lub UGC 7310) – galaktyka spiralna (Sa), znajdująca się w gwiazdozbiorze Panny. Odkrył ją William Herschel 23 stycznia 1784 roku. Jest to galaktyka Seyferta typu 1. Należy do gromady w Pannie.